# Luzai járás

A Luzai járás a Kirovi területen

A Luzai járás (oroszul Лузский район) Oroszország egyik járása a Kirovi területen. Székhelye Luza.

## Népesség
- 1989-ben 26 843 lakosa volt.
- 2002-ben 22 599 lakosa volt.
- 2010-ben 18 688 lakosa volt, melyből 18 024 orosz, 110 cigány, 106 ukrán.